# فرمن (داکوتای شمالی)
فرمن(به انگلیسی: Forman) شهری در ایالت داکوتای شمالی کشور ایالات متحده آمریکا است که جمعیت آن در سرشماری سال ۲۰۱۰ میلادی، ۵۰۴ نفر بوده‌است.